# Lancashire Heeler
Der Lancashire Heeler ist eine von der FCI anerkannte britische Hunderasse (FCI-Gruppe 1, Sektion 1, Standard Nr. 360). Seit 1981 ist er in Großbritannien eine vom Kennel Club anerkannte Rasse und wird der Gruppe der Hirtenhunde (Pastoral Group) zugeordnet.

## Herkunft und Geschichtliches
Der ursprüngliche Lancashire Heeler starb zu Beginn des 20. Jahrhunderts aus. Etwa 60 Jahre später wurde er aus Welsh Corgi und Manchester-Terrier neu geschaffen. Erwähnt wird eine Rasse namens Heeler bereits um das Jahr 1600, unter dem Namen Ormskirk Heeler (nach der Ortschaft Ormskirk in Lancashire). Am  1. Mai 2016 erfolgte die vorläufige Anerkennung der Rasse durch die FCI.

## Beschreibung
Der Lancashire Heeler wird bis 31 cm groß und 6 kg schwer, ist schwarz mit loh (black and tan), oder braun mit loh (liver and tan); sein Fell ist kurz, glatt, und glänzend, die Ohren mittelgroß, stehend, nach vorn gerichtet.

## Wesen
liebenswerter Charakter, auf angenehme Art „frech“

## Verwendung
Der ursprüngliche Lancashire Heeler war ein Hütehund und Treibhund für Großvieh. Heute wird er als Begleithund eingesetzt. Der Name „Heeler“ bezieht sich darauf, dass der Hund das zu treibende Vieh in die Hacken (heels) zwickt und damit in die gewünschte Richtung treibt. Das erklärt die paradox erscheinende Tatsache, dass für das Hüten von Großvieh besonders kleine Hunde eingesetzt werden. Dieses genetisch verankerte Verhalten macht Heeler, wie z. B. auch den Welsh Corgi, als Begleiter beim Joggen ungeeignet, weil er immer wieder versuchen wird, durch vorsichtiges Hackenzwicken die Richtung zu bestimmen.